# Reporting mark (ferrovia)

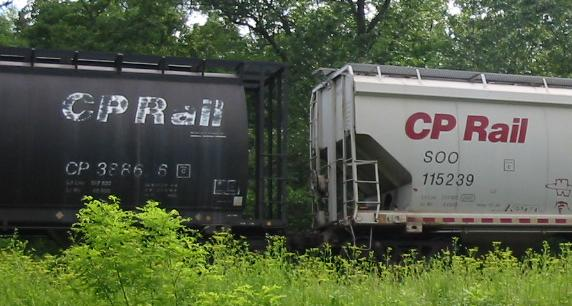
Reporting marks em dois vagões cobertos pela Canadian Pacific; com o carro da esquerda marcado como CP 388686 e o carro da direita marcado como SOO 115239

Reporting marks (códigos de identificação ou códigos de relatório em português) são códigos de letras e números utilizados para identificar proprietários ou arrendatários de locomotivas, material rodante e outros equipamentos utilizados em determinadas redes de transporte ferroviário. O código normalmente reflete o nome ou número de identificação do proprietário, locatário ou operador do equipamento.
Na América do Norte, a marca, que consiste em um código alfabético de duas a quatro letras, está estampada em cada equipamento, junto com um número de um a seis dígitos (Exemplo: TILX 251291, CP 388686). Essas informações são utilizadas para identificar de forma única cada vagão ou locomotiva, permitindo assim que ele seja rastreado pela ferrovia por onde passa, que compartilha as informações com outras ferrovias e clientes.   Nos registos multinacionais, também pode ser incluído um código indicando o país de origem.